# Alija de la Ribera
Alija de la Ribera es una localidad española perteneciente al municipio de Villaturiel, en la comarca de La Sobarriba, provincia de León, comunidad autónoma de Castilla y León. Situado en el margen izquierdo del río Bernesga. Perteneció a la antigua Hermandad de La Sobarriba.

## Historia
El 1 de febrero de 1152, Juan Peláez, abad del desaparecido monasterio de San Claudio, con el consentimiento del obispo de León, Juan Albertino, otorgó fuero a Alija de la Ribera, llamada Alixa en el documento. Los vecinos del lugar, a cambio, se comprometían a entregar doce maravedís para costear las obras del claustro románico del monasterio que se encontraba extramuros de la ciudad de León, al sur, a orillas del río Bernesga.

## Geografía

### Ubicación
| Noroeste: Sotico Torneros del Bernesga | Norte: Marialba de la Ribera | Noreste: Valdesogo de Abajo        |
| Oeste: Onzonilla                       |                              | Este: Villaturiel                  |
| Suroeste Grulleros                     | Sur: Villadesoto             | Sureste: San Justo de las Regueras |

## Demografía
Evolución de la población
| Gráfica de evolución demográfica de Alija de la Ribera entre 2000 y 2014 |
|                                                                          |
| Población de derecho (2000-2014) según el padrón municipal del INE       |